# XVII Giochi del Sud-est asiatico
I XVII Giochi del Sud-est asiatico si sono svolti a Singapore dal 12 al 20 giugno 1993.

## Paesi partecipanti
Ai giochi hanno partecipato atleti provenienti da nove nazioni:
- Brunei
- Indonesia
- Laos
- Malaysia
- Birmania
- Filippine
- Singapore
- Thailandia
- Vietnam

## Medagliere
*   Paese ospitante
| Posiz. | Nazione    | Oro | Argento | Bronzo | Totale |
| ------ | ---------- | --- | ------- | ------ | ------ |
| 1      | Indonesia  | 88  | 81      | 84     | 253    |
| 2      | Thailandia | 63  | 70      | 63     | 196    |
| 3      | Filippine  | 57  | 59      | 72     | 188    |
| 4      | Singapore* | 50  | 40      | 74     | 164    |
| 5      | Malaysia   | 43  | 45      | 65     | 153    |
| 6      | Vietnam    | 9   | 6       | 19     | 34     |
| 7      | Birmania   | 8   | 13      | 16     | 37     |
| 8      | Brunei     | 1   | 3       | 18     | 22     |
| 9      | Laos       | 0   | 1       | 0      | 1      |
| Totale | Totale     | 319 | 318     | 411    | 1048   |